# Hermathena
Genre
Hermathena est un genre d'insectes lépidoptères de la famille des Riodinidae qui résident en Amérique du Sud.

## Dénomination
Le nom Hermathena leur a été donné par William Chapman Hewitson en  1874.

## Liste des espèces
- Hermathena candidata Hewitson, 1874; présent au Costa Rica, en Colombie, en Bolivie,  en Guyana et en Guyane.
- Hermathena oweni Schaus, 1913présent au Mexique et au Costa Rica

### Source
- Hermathena sur funet